# Teatro Aurora
Il teatro Aurora è un teatro situato in località Fibbiana, nel comune di Montelupo Fiorentino.
Nato nel 1930 come locale Casa del Fascio, nell'ultimo dopoguerra l'edificio è diventato Casa del Popolo e centro di attività ricreative e culturali della frazione di Fibbiana.
Dopo un periodo di abbandono, nel 1995, in controtendenza rispetto a quanto spesso deciso per piccole strutture analoghe, la sala è stata ristrutturata come teatro con una platea di circa duecento posti e un discreto palcoscenico.
Il teatro ospita la Compagnia Aurora di Montelupo e quella del Giglio di Firenze che organizzano appuntamenti con il teatro amatoriale, promuovono la loro attività e collaudano le rispettive risorse artistiche.